# Jocadis

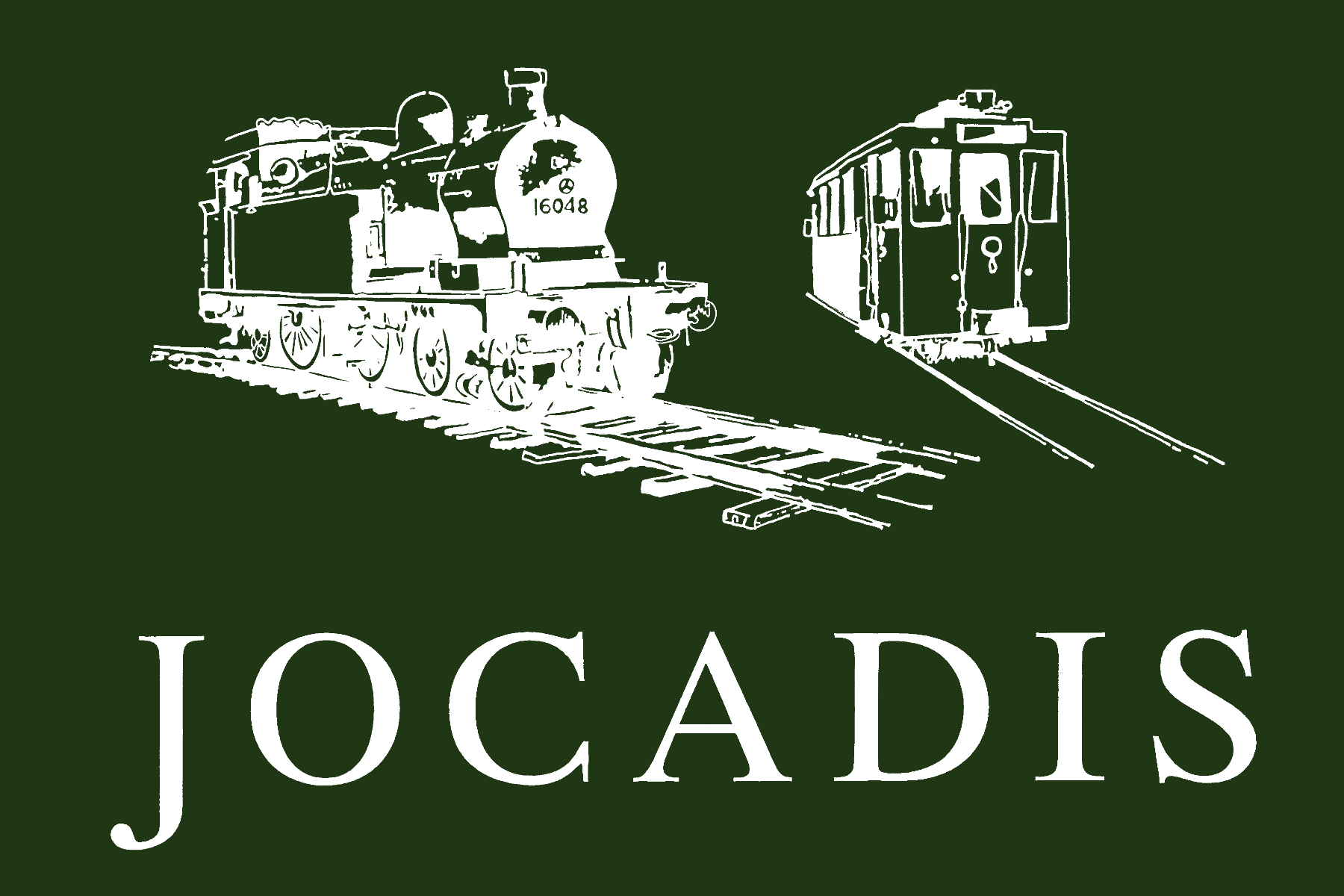
Image publicitaire de l'entreprise.

Jocadis était une entreprise du secteur du commerce de détail active à l'origine dans le domaine de la puériculture puis ayant évolué vers celui du modélisme.

## Histoire
L'entreprise est fondée en 1978 par André Witmeur, grand amateur de trains belges et de trams vicinaux, et par son épouse sous la forme juridique d'une société privée à responsabilité limitée (SPRL). L'activité se présente au départ comme celle d'un magasin de jeux et de jouets axé sur la puériculture au 58 rue de Bruxelles puis évolue vers celle d'un revendeur d'articles de modélisme en général. Le siège social de la société, tout comme le deuxième magasin, se situe rue de Bruxelles 53 à 7850 Enghien dans la province de Hainaut. 

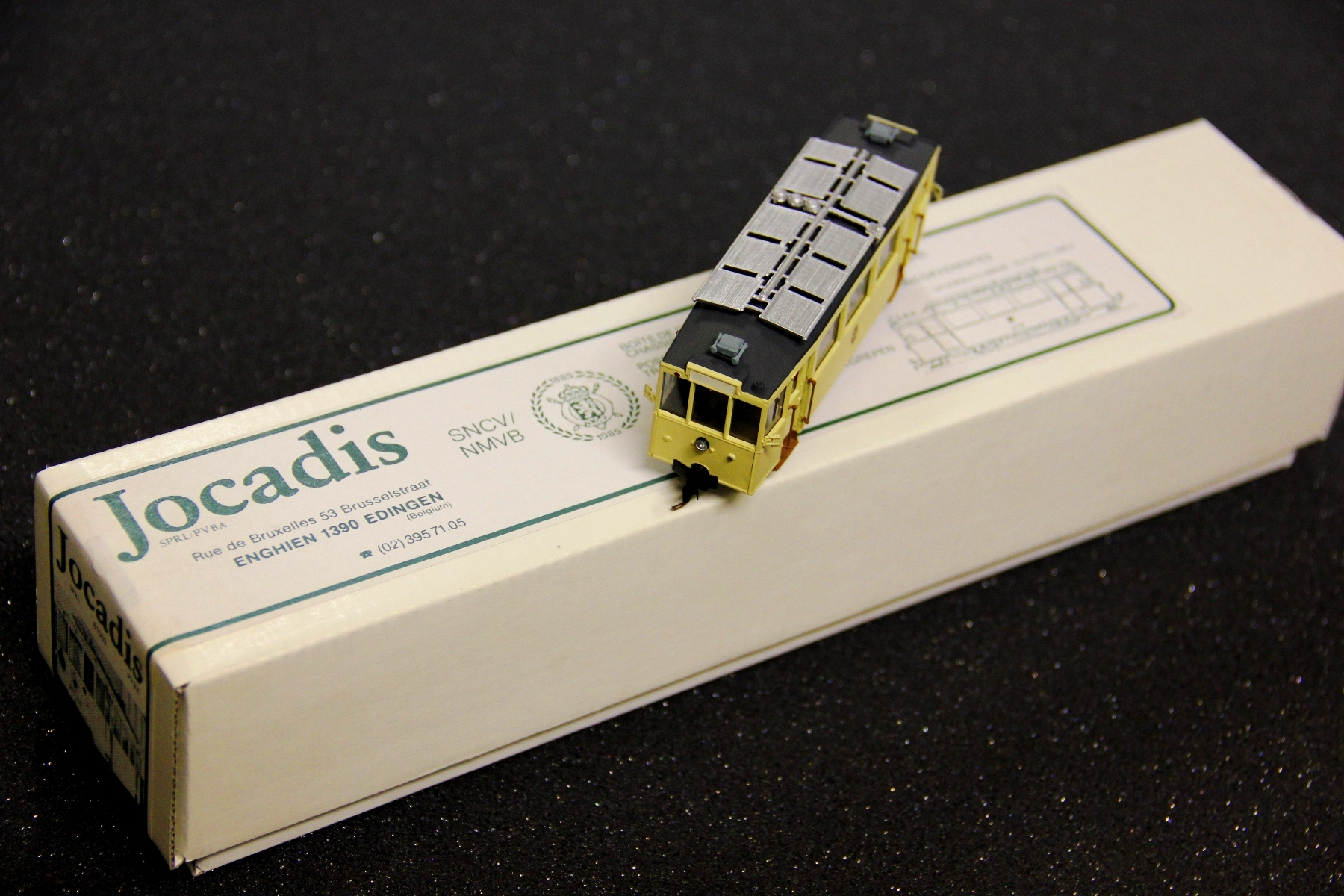
Boîte de construction et modèle monté.

En 1981 après déménagement dans une surface commerciale plus étendue, l'entreprise se réoriente vers le modélisme ferroviaire et propose à la vente la production de la plupart des marques connues dans ce domaine. L'entreprise se positionne rapidement comme artisan belge producteur de modèles réduits de matériel ferroviaire belge à l'échelle HO 1/87e, modèles obtenus au départ par la transformation de modèles existants et ensuite par des productions propres. Un assortiment véhicules ferroviaires représentant le matériel à voie métrique de la Société nationale des chemins de fer vicinaux est également au catalogue de l'entreprise. André Witmeur est considéré par l'association Febelrail comme le « pionnier du modélisme ferroviaire belge », d'autres détaillants se lançant par la suite dans la production de modèles typiquement belges généralement ignorés par les grandes marques proposant principalement le matériel des grands exploitants ferroviaires de France, de Suisse, d'Italie, d'Autriche et surtout d'Allemagne.
Le 9 septembre 2011, le siège social est transféré rue de la Station 86 à 7850 Enghien et le même jour un magasin de 250 m2 est inauguré au premier étage de la gare ferroviaire SNCB d'Enghien. Un train à vapeur constitué de matériel historique est mis en route à cette occasion.
L'assemblée générale du 29 octobre 2012 voit la démission des gérants, les fondateurs de la société, et la nomination d'un nouveau gérant, un des fils de Monsieur André Witmeur.
Le 10 juin 2013 voit la cessation des activités de la société Jocadis, pour cause de faillite, 35 ans après sa création.
Cette même année 2013, la société Eosyra rachète le nom Jocadis et poursuit la production des automotrices qui seront distribuées par l'association sans but lucratif (ASBL) Rail-Track. Cette dernière association active dans la conservation du patrimoine des transports en commun reprend également la production de certains kits de bâtiments ferroviaires belges.
Une entreprise en personne physique, ayant racheté entre autres les moules des modèles de matériel roulant vicinal, propose depuis 2014 ces kits à la vente. Au décès de ce repreneur en 2018, la livraison de ces kits est à nouveau arrêtée. 

## Production

### Reproduction de matériel à voie métrique de la SNCV
Modèles de l'assortiment d'origine vers 1990
- Réf. Joc. 81.003 : autorail standard (AR)
- Réf. Joc. 81.101 : wagon à haussettes avec siège serre-freins
- Réf. Joc. 81.102 : wagon couvert
- Réf. Joc. 81.103 : wagon à haussettes
- Réf. Joc. 81.104 : wagon à bords bas
- Réf. Joc. 81.105 : paire de wagons à plateau pivotant

Modèles produits vers 1993
- Réf. Joc. 81.004 : motrice type S
- Réf. Joc. 81.004/1 : motrice type SM

Modèles produits vers 1994
- Réf. Joc. 81.106 : fourgon à bagages

Modèles produits vers 1996
- Réf. Joc. 81.050 : locomotive à  vapeur type 7

Modèles produits vers 1998
- Réf. Joc. 81.005 : motrice type N
- Réf. Joc. 81.006 : motrice type SO
- Réf. Joc. 81.051 : locomotive à vapeur type 23 (Garrat)
- Réf. Joc. 81.200 : voiture voyageurs à deux essieux (2e cl.) époque vapeur
- Réf. Joc. 81.201 : voiture voyageurs à deux essieux (1er/2e cl.) époque vapeur, sièges longitudinaux
- Réf. Joc. 81.202 : voiture voyageurs à deux essieux (1er/2e cl.) époque vapeur, sièges transversaux
- Réf. Joc. 81.203 : voiture voyageurs à deux essieux (2e cl.) époque vapeur, plateformes courtes

Modèles produits vers 2001
- Réf. Joc. 82.018 : motrice "Braine-le-Comte" avec remorque, rame montée

Modèles produits vers 2003
- Réf. Joc. 81.009 : voiture à bogies type S, en kit

Tous les numéros de référence débutant par 81 désignent des kits, les modèles montés ayant des références commençant par 82,,,,,. Les références des modèles en kit sont indiquées chaque fois qu'ils ont existé, les références des modèles montés ne sont indiquées que si le modèle n'a été proposé que monté. Tous les modèles en kit ont en principe été proposés montés et souvent selon plusieurs variantes possédant chacune une référence distincte.

### Reproduction de matériel de la SNCB
Modèles produits jusqu'en 1990
- Réf. Joc. 01.001 : locomotive à vapeur type 1, en kit
- Réf. Joc. 01.002 : locomotive à vapeur type 10, en kit
- Réf. Joc. 01.003 : locomotive à vapeur type 16, en kit
- Réf. Joc. 01.004 : locomotive à vapeur type 29, en kit
- Réf. Joc. 01.005 : locomotive à vapeur type 41, en kit
- Réf. Joc. 01.006 : locomotive à vapeur type 48, en kit
- Réf. Joc. 01.007 : locomotive à vapeur type 72, en kit
- Réf. Joc. 01.008 : locomotive à vapeur type 90, en kit
- Réf. Joc. 01.009 : locomotive à vapeur Austerity 140, en kit
- Réf. Joc. 01.010 : locomotive à vapeur Austerity 150, en kit
- Réf. Joc. 01.011 : locomotive à vapeur type 40, en kit
- Réf. Joc. 01.012 : locomotive à vapeur type 40, en kit
- Réf. Joc. 01.013 : locomotive à vapeur type 53, en kit
- Réf. Joc. 01.016 : locomotive à vapeur type 99, en kit
- Réf. Joc. 01.017 : locomotive à vapeur type 24, en kit
- Réf. Joc. 01.018 : locomotive à vapeur type 97, pièces en métal blanc pour transformation d'une locomotive Roco
- Réf. Joc. 01.019 : locomotive à vapeur type 98, pièces en métal blanc pour transformation d'une locomotive Fleischmann
- Réf. Joc. 01.022 : locomotive à vapeur type 49, en kit
- Réf. Joc. 01.024 : locomotive à vapeur type 57, en kit
- Réf. Joc. 01.026 : locomotive à vapeur type 51, en kit
- Réf. Joc. 01.027 : locomotive à vapeur type 94, en kit, resté à l'état de projet
- Réf. Joc. 11.005 et 006 : locomotive diesel série 51, en kit

Modèles produits vers 1991
- Réf. Joc. 02.152 : locomotive à vapeur type 69, montée
- Réf. Joc. 41.007 : voiture L B8, en kit
- Réf. Joc. 41.008 : voiture L A4/B4, en kit
- Réf. Joc. 41.009 : voiture L A8, en kit
- Réf. Joc. 41.010 : voiture L B10, en kit
- Réf. Joc. 41.011 : voiture L A5D, en kit

Modèles produits vers 1992,
- Réf. Joc. 01.020 : locomotive à vapeur type 5, en kit (montée réf. Joc. 02.022)
- Réf. Joc. 11.003 : locomotive diesel de manœuvres série 84
- Réf. Joc. 11.004 : locomotive diesel de manœuvres série 73/74 et 82
- Réf. Joc. 11.007 : locomotive diesel 8275, en kit (montée réf. Joc. 12.098)
- Réf. Joc. 01.023 : locomotive à vapeur type 36, en kit (montée réf. Joc. 02.024)

Modèles produits vers 1993
- Réf. Joc. 01.025 : locomotive à vapeur type 7, en kit (montée réf. Joc. 02.022)

Modèles produits entre 1996 et 1998
- Réf. Joc. 35.100 à 35.114 : automotrices AM66 série 05 montées selon différentes variantes

Modèles produits vers 2008,,
- Réf. Joc. 35.222 et 35.224 : automotrices AM78 montées selon différentes variantes
- Réf. Joc. 35.200 à 35.203 : automotrices AM70 montées selon différentes variantes
- Réf. Joc. 35.210, 35.211, 35.214, 35.215, 35.218 et 35.219 : automotrices AM74 montées selon différentes variantes

Modèles produits vers 2010
- Réf. Joc. 35.300 à 35.309 : automotrices AM70 version "Sabena" montées selon différentes variantes
- Réf. Joc.  . . . . . .  : locomotive diesel de manœuvres série 72, en kit ou montée

Dernières productions en 2013
- Réf. Joc. 35.400 à 35.403 : automotrices AM CityRail montées selon différentes variantes

Les références des modèles en kit sont indiquées chaque fois qu'ils ont existé, les références des modèles montés ne sont indiquées que si le modèle n'a été proposé que monté. Tous les modèles en kit ont en principe été proposés montés et souvent selon plusieurs variantes possédant chacune une référence distincte.